# Les Ponts-de-Cé
Les Ponts-de-Cé – miejscowość i gmina we Francji, w regionie Kraj Loary, w departamencie Maine i Loara.
Według danych na rok 2010 gminę zamieszkiwało 11 696 osób, a gęstość zaludnienia wynosiła 597 osób/km².